# 鹿児島県道313号荒川川内線
鹿児島県道313号荒川川内線（かごしまけんどう313ごう あらかわせんだいせん）は、鹿児島県いちき串木野市から薩摩川内市に至る一般県道である。

## 概要
いちき串木野市荒川から薩摩川内市向田町に至る。
薩摩川内市隈之城町の隈之城交差点から同市向田町の隈之城バイパス北口交差点までは国道3号の旧道である。隈之城バイパス開通後に県道に移管された。

### 路線データ
- 起点：鹿児島県いちき串木野市荒川（鹿児島県道43号川内串木野線交点）
- 終点：鹿児島県薩摩川内市向田町（隈之城バイパス北口交差点、国道3号交点）

## 歴史
- 1958年（昭和33年）11月1日 - 一般県道荒川川内線として路線認定される[2]。
- 1972年（昭和47年）3月2日 - 路線番号として313が付番される[3]。
- 2015年（平成27年）4月1日 - 隈之城バイパスの現道区間0.8 kmの区間を鹿児島県に移管[1]。

## 地理

### 通過する自治体
- いちき串木野市
- 日置市

### 交差する道路
| 交差する道路                | 市町村名       | 交差する場所 | 交差する場所                    |
| --------------------------- | -------------- | ------------ | ------------------------------- |
| 鹿児島県道43号川内串木野線  | いちき串木野市 | 荒川         | 起点                            |
| 国道3号 / 隈之城バイパス    | 薩摩川内市     | 中福良町     |                                 |
| 鹿児島県道336号山田隈之城線 | 薩摩川内市     | 隈之城町     | 隈之城交差点                    |
| 国道3号 / 隈之城バイパス    | 薩摩川内市     | 向田町       | 隈之城バイパス北口交差点 / 終点 |

### 交差する鉄道
- 鹿児島本線

### 沿線にある施設など
- いちき串木野市立荒川小学校
- JR九州鹿児島本線 隈之城駅
- 薩摩川内市立川内小学校